# Božena Laglerová

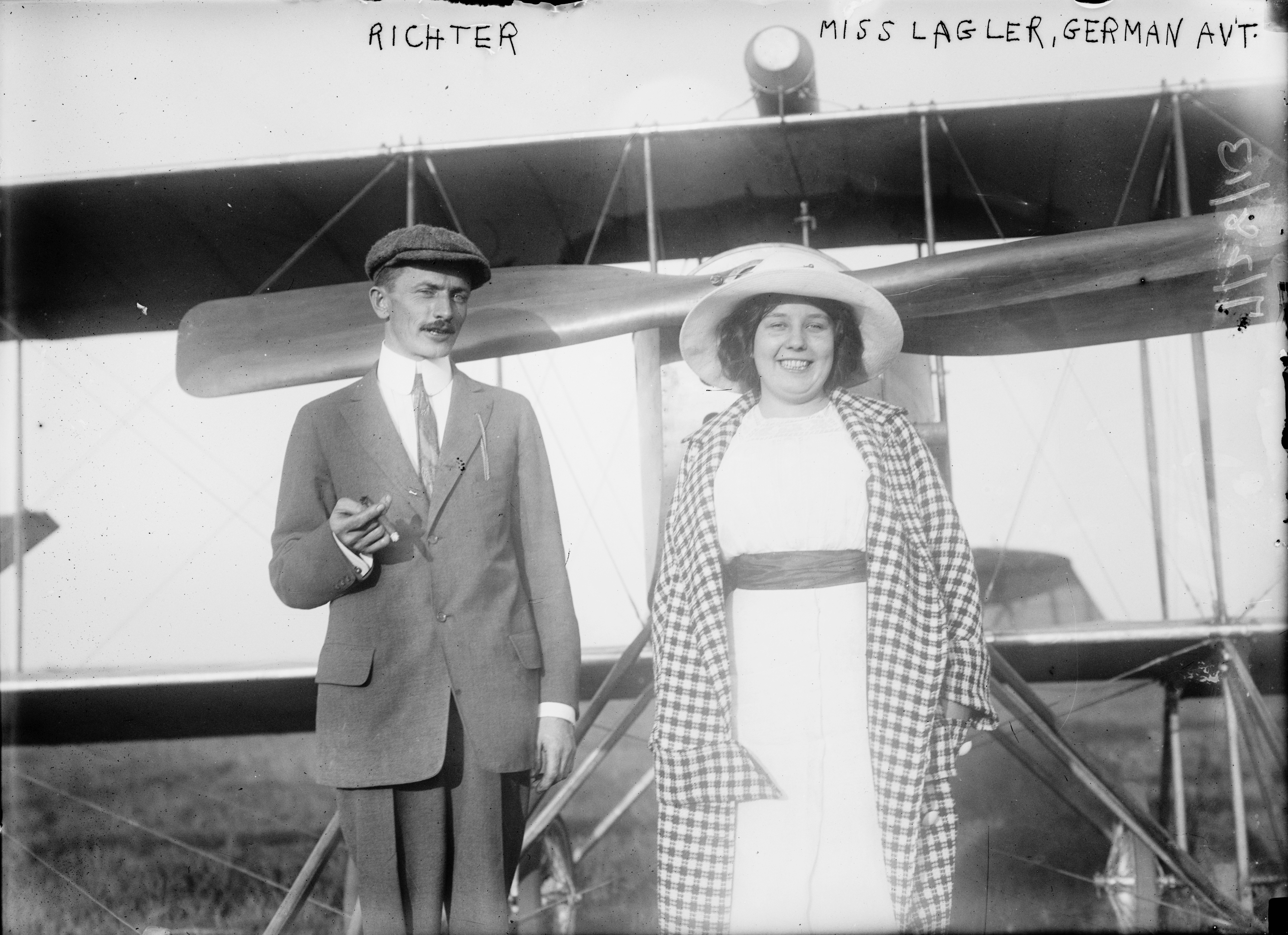
Joseph Richter, Božena Laglerová

Božena Laglerová (11. prosince 1886 Královské Vinohrady – 8. října 1941 Praha-Bubeneč) byla první česká pilotka a třináctá světová pilotka podle systému oficiálních mezinárodních pilotních průkazů FAI.

## Život
Božena (Gabriela Vítězslava-Viktorie) Laglerová (verze „Láglerová“ není správně) se narodila u Prahy na Královských Vinohradech čp. 15 (dnes Tylovo náměstí č. 3) jako nejmladší ze sedmi dětí tajemníka Zemského finančního ředitelství v Praze Vojtěcha Laglera a jeho manželky Jozefy, rozené Počtové. Otce ztratila už v pěti letech, v roce (1891), pak ji vychovával strýc z matčiny strany, profesor Univerzity Karlovy Filip Počta, paleontolog a geolog.
Studovala na pěveckém oddělení pražské konzervatoře, kterou absolvovala v roce 1906. V letech 1907–1908 působila jako sólistka Vinohradského divadla, roku 1909 odjela studovat zpěv do Paříže, ale onemocnění hlasivek její pěveckou kariéru ukončilo. V roce 1910 se v Praze pokusila o studium sochařství, to ji však nezaujalo, tak po roce studia opustila.
Pod vlivem švagra Václava Felixe (manžela její o deset let starší sestry Kamily), profesora Českého vysokého učení technického (obor experimentální fyzika), nadšeného milovníka aviatiky, se začala zajímat o letectví. Jak sama později vzpomínala, pod vlivem nešťastné lásky k mladému malíři neznámého jména, který od ní odešel studovat do Mnichova, se rozhodla proslavit jako první česká pilotka (a svým věhlasem ho předstihnout).
Létat se učila od dubna 1911 na Gradeho pilotní škole v Borku u Berlína. Pilotní zkoušku složila 27. září téhož roku poté, co se zotavila z těžkého zranění. které utrpěla den před původním termínem pilotní zkoušky. Již 7. října 1911 v letecké soutěži v Hannoveru získala stříbrný pohár, první mezinárodní leteckou trofej pro Čechy. Ale až 19. října, získala pilotní průkaz FAI – Německo s číslem 125 (již 10. října FAI – Rakousko č. 37).
Podnikla mnoho úspěšných letů (hlavně jako sportovní pilotka), mezi lety 1912 až 1913 působila nějakou dobu na Kubě a v Dominikánské republice. Na Haiti její letoun zničil dav a rodina jí poslala peníze na cestu domů. Božena se však nevzdala a zkoušela štěstí ve Spojených státech. Zde se živila i jako kuchařka a švadlena a tak se ještě před začátkem války vrátila domů.
Během první světové války se zkoušela přihlásit k vojenskému letectvu (s úmyslem přejít k nepříteli), ale byla vždy odmítnuta (v armádě směli sloužit jen muži). Po skončení války se létání vzdala (zejména proto, že Grade přestal vyrábět typ letounu, na který byla zvyklá), působila jako novinářka, v listopadu 1925 kandidovala v parlamentních volbách za Národní stranu práce (po boku např. Karla Čapka). Také vyučovala zpěv a současně byla velkou propagátorkou české aviatiky. Angažovala se v Masarykově letecké lize a výjimečně publikovala své vzpomínky. Své zážitky sepisovala pro časopis Letec.
Jejím manželem se 22. dubna 1919 stal doc. RNDr. Josef Peterka (1. prosince 1889–11. března 1966), v té době letecký instruktor, ale především československý odborník v letecké fotogrammetrii  (roku 1930 se v hodnosti majora Vojenského zeměpisného ústavu stal doktorem přírodních věd a roku 1936 docentem).
Srdečnímu onemocnění komplikovanému akutní chorobou bývalá pilotka podlehla 8. října 1941 v Praze-Bubenči ve svém bytě čp. 150, Letecká ulice č. 48 (dnes třída Jugoslávských partyzánů č. 48, Praha 6). a o tři dny později byla pochována v 5. oddělení bubenečského II. hřbitova v Praze 7.

## Odkaz v kultuře
V dubnu 2025 byla v areálu Nové Waltrovky v Praze odhalena socha Odvaha inspirovaná osobnostmi Boženy Laglerové a hokejisty a trenéra Augustina Bubníka. Jejím autorem je sochař Dušan Zahoranský. 